# Daphne pachyphylla
Daphne pachyphylla är en tibastväxtart som beskrevs av Ding Fang. Daphne pachyphylla ingår i släktet tibaster, och familjen tibastväxter. Inga underarter finns listade i Catalogue of Life.